# Final Fantasy Tactics A2: Grimoire of the Rift
Final Fantasy Tactics A2: Grimoire of the Rift (ファイナルファンタジータクティクス A2 封穴のグリモア, Fainaru Fantajī Takutikusu Eitsū Fūketsu no Gurimoa) est un jeu de rôle tactique développé et édité par Square Enix sur Nintendo DS. Le jeu est sorti le 25 octobre 2007 au Japon et le 27 juin 2008 en France. C'est la suite du jeu Final Fantasy Tactics Advance sorti sur Game Boy Advance.
C'est le troisième jeu du projet Ivalice Alliance, le premier est Final Fantasy XII: Revenant Wings sorti sur Nintendo DS, le second est Final Fantasy Tactics: The War of the Lions sorti sur PlayStation Portable qui est une adaptation de Final Fantasy Tactics.

## Histoire
À la fin de l'année scolaire à Saint-Ivalice, Lusso Clemens est retenu pour ses retards fréquents en cours. Lors de sa punition à la bibliothèque, il découvre un gros livre à l'aspect ancien. En le feuilletant, il tombe sur les mots ci-dessous :
« Qui ces pages remplira,son nom ici inscrira ».
Lusso y inscrit donc son nom et se retrouve aussitôt plongé dans le monde d'Ivalice, en plein combat contre un poulet géant (Grocatrice) épaulé par un groupe formé par Cid. Après avoir vaincu le monstre, Lusso décide de rejoindre la guilde de Cid pour vivre dans ce monde nouveau et inconnu.
Durant l'histoire, il découvrira dans sa poche un livre dont les pages, racontant ses aventures, s'écrivent toutes seules. C'est en réalité le Grimoire de la Faille, son seul moyen pour retourner sur son monde d'origine. Mais pour qu'il s'active, il faut qu'il remplisse tout le grimoire par ses aventures.

## Système de jeu
Square Enix développe le système de grille fameux aux Tactical-RPG et augmente le nombre de jobs. Quelques ennemis apparaissent également dans de plus grandes échelles, prenant ainsi plus de place sur le terrain de jeu. La carte du monde est également plus détaillée avec l'introduction des "area maps". Ces cartes introduisent des batailles dans des villes comme dans son prédécesseur Final Fantasy Tactics Advance sur Game Boy Advance. Le jeu comporte également la présence de clans ennemis parcourant la carte du monde. Enfin la présence des cartes Lois et Interdictions du Juge de Final Fantasy Tactics Advance est de retour dans cette suite.

## Personnages principaux
- Lusso Clemens : un garçon humain qui est arrivé par accident dans Ivalice. Lusso est un jeune homme plein d'entrain, jovial et un peu tête brûlée, ce qui a tendance à le mettre dans beaucoup de situations difficiles. Mais il n'abandonnerait jamais quelqu'un dans le besoin.

- Cid : le chef du Clan. C'est un mentor pour Lusso à qui il n'hésite jamais à tendre la main (même si ca doit lui coûter cher). Il a appartenu autrefois à Kamja.

- Adelle : dite « la féline », doit son surnom à son agilité et à ses habits rappelant un chat. Elle est pleine de vie et d'énergie et parfois un peu froide et calculatrice. Voleuse aussi bien dans sa classe que dans son caractère, Adelle abuse souvent des autres pour arriver à ses fins, et c'est d'ailleurs à la suite d'une histoire d'arnaque qu'elle a rejoint le clan de Cid. Néanmoins, au fur et à mesure que l'histoire progresse, elle s'attache au Clan, et se lie réellement d'amitié avec les autres. On remarquera aussi qu'elle possède des pouvoirs très peu communs qui lui confiera une classe unique à un certain moment de l'histoire.

- Luth : un barde mog qui rejoint le Clan en cours d'aventure, espérant écrire une chanson sur l'aventure de Lusso. Petit frère de Montblanc (apparu dans Final Fantasy Tactics Advance et dans Final Fantasy XII), il est davantage un artiste qu'un combattant. Néanmoins, il sait se battre si besoin est, utilisant souvent ses mélodies pour divers effets.

- Vaan et Penelo : les héros de Final Fantasy XII ainsi que de Final Fantasy XII: Revenant Wings, qui réapparaissent ici. Alors que Vaan est un pirate du ciel à la recherche de trésors (souvent sans valeur ou inexistants) qui possède beaucoup de capacités personnelles tant que ça ne le dérange pas ou que ça n'affecte pas son égo, Penelo est une fille longiligne attentionnée et gracieuse, prenant toujours Vaan pour son fils. Ce duo qui parcourt tout Ivalice est vu d'un mauvais œil des gens du coin, et certains les imitent (grotesquement) pour avoir leur succès (ou pour leur faire avoir des problèmes…).

- Illua, l'ombre de nuit : est la chef de Kamja, une société secrète (souvent référé comme "la cinglée aux cheveux bleus" par Lusso). C'est une jeune femme froide, calculatrice et distante, et une vieille connaissance de Cid. Elle vise le pouvoir ultime pour pouvoir contrôler Ivalice et le détruire.

- Al-Cid-Margrace : ancien ami de Vaan et Penelo qu'il a rencontré dans Final Fantasy XII, c'est un charmeur de femmes expert, ce qui lui attire certains ennuis près d'autres gens jaloux de lui. D'ailleurs, dès qu'il rencontre Lusso et Adelle, il entreprend de flirter avec celle-ci et leur donne une livraison pour Vann et Penelo qui ne sont pas venus à leur rendez-vous.

- MontBlanc : frère de Luth et anciennement mécanicien sur le vaisseau de Vaan, ce mage noir est « à la recherche d'amis », et renseigne le clan au sujet des Eons.

- Frimelda : une célèbre guerrière transformée en zombie par un ancien amant. Elle peut rejoindre le clan en reprenant forme humaine.

- Ewen : un ninja travaillant pour Illua, il se charge des sales boulots (tentatives d'assassinat contre Cid, de vols de juges, de magilithes...)

- Baron Beltorey : une des figures les plus importantes de Grazton. Il essaya de dévoiler les plans de Kamja lorsqu'il les découvrit. Kamja ayant décidé de le faire taire, il fut sauvé de justesse par Vaan et Penelo, mais ces derniers furent surpris sortant de la chambre et, n'étant guère appréciés des villageois, se firent accuser d'avoir attaqué le baron.

- Vaan??? et Penelo???  : des copies de Vaan et Penelo. Ils dérobent des joyaux de grande valeur en se déguisant comme les pirates pour les faire accuser.

## Les Races
Ivalice n'est pas peuplé que d'humains, aussi il est préférable d'en connaître les différentes races.
- les Humains : ils sont la race la plus présente d'Ivalice. Bien qu'ils n'excellent dans aucun domaine, ils sont très équilibrés et pratiquent aussi bien les armes de mêlée que la magie.
- les Viéras sont souvent appelées « peuple de la forêt ». Ces femmes au corps élancé et gracieux possèdent de longues oreilles de lapin sur la tête. Elle maîtrisent très bien les armes d'estoc et pratiquent la magie sans difficulté. Tout comme les Humains, elles sont aussi fortes sur le front qu'en retrait.
- les N'Mohs, aisément reconnaissables à leurs longues oreilles tombantes et à leur air placide, ont en général un caractère doux et réfléchi. S'ils font de piètres combattants, ils excellent dans la magie et sont incomparables dans ce domaine. Ils refusent de s'aventurer dans l'eau, mais personne ne sait pourquoi, excepté eux.
- les Vangaas : des écailles recouvrent intégralement le corps musculeux de cette race reptilienne. Ce sont des êtres robustes et vigoureux mais bien souvent belliqueux et brutaux, ils font d'excellents combattants toujours prêts à se jeter en plein milieu de la mêlée. Ils n'aiment pas les N'mohs en général.
- les Mogs sont de petites créatures dotées d'ailes et d'un pompon duveteux sur la tête. Très habiles de leurs mains, ils font d'excellents inventeurs et exercent souvent des classes insolites (c'est des Mogs que viennent la plupart des technologies d'Ivalice). Tout comme les N'Mohs, ils détestent l'eau et refusent catégoriquement de s'y aventurer.
- les Seeqs sont des êtres corpulents mais étonnamment rapides et lestes. Dotés d'une force sans pareille, ils font d'étonnants combattants à la fois forts et robustes. Ils sont cependant dotés d'une intelligence limitée et d'un sens de la morale quasi inexistant. Ils raffolent des objets qui brillent, or, gemmes et bijoux dont ils se parent en abondance.
- les Grias sont dotées d'ailes de dragon, de cornes sur le tête et d'une queue. Capables de voler sur de courtes distances, elles peuvent faire fi des obstacles et aller à des endroits inaccessibles. Elles descendent d'un peuple souvent comparé aux Valkyries et manient mieux les armes lourdes que la magie, malgré leur frêle apparence.

## Principaux monstres
Tous les monstres des autres Final Fantasy apparaissent dans ce jeu, on y retrouve ainsi, entre autres : Flans, Bombos, Lycaons, Morbols, les redoutables Tomberries...